# 司馬尚之
司馬尚之（4世紀—402年4月16日），字伯道，河內溫縣人。晉朝宗室。官至前將軍、豫州刺史。曾為朝廷對抗王恭等人和孫恩的起事，協助守護建康。後在討伐桓玄時被其所敗，不久被殺。

## 生平
司馬尚之初任祕書郎，後遷散騎侍郎。太元十三年（388年）父親司馬恬以兗青二州刺史出鎮京口，司馬尚之遷振威將軍、廣陵相。太元十五年（390年）父親去世，司馬尚之襲封譙王，並離職服喪。

### 王恭舉兵
服喪後，司馬尚之任驃騎將軍、會稽王司馬道子的諮議參軍。隆安元年（397年），青兗二州刺史王恭舉兵討伐掌政的司馬道子寵臣王國寶，司馬道子不能抵抗，被逼誅殺王國寶以求平息事件。當時散騎侍郎劉鎮之、彭城內史劉涓子等人皆因是王國寶黨羽而被收捕，將被處死，司馬尚之認為刑獄不能牽連太廣，勸司馬道子釋放他們。司馬道子聽從。
而當時王恭因為逼司馬道子殺王國寶而威震全國，令司馬道子十分畏懼，以司馬尚之有才能，於是以其為心腹，並且常常與司馬尚之策謀和議論。而當時司馬尚之就勸司馬道子多樹心腹至方鎮以作外藩，司馬道子於是就於隆安二年（398年）以其司馬王愉為江州刺史，並割豫州刺史庾楷本督的四郡改由王愉都督。庾楷本來亦是支持司馬道子的，但他對此變動感到不滿，上疏反對卻不被接納，於是憤而勸王恭討伐司馬尚之。
在庾楷的策動下，庾楷、王恭、荊州刺史殷仲堪、廣州刺史桓玄及南郡相楊佺期於隆安二年（398年）七月以討伐司馬尚之兄弟及王愉為名起兵。九月，司馬道子委軍事予兒子司馬元顯，以其為征討都督，統領司馬尚之、王珣和謝琰等人抵抗。司馬尚之於是領兵進攻庾楷，先於慈湖擊敗庾楷將段方，後更在牛渚大敗庾楷，令庾楷逃奔桓玄。及後司馬道子便以司馬尚之為建威將軍、豫州刺史、假節鎮歷陽，代替庾楷。不過，桓玄與楊佺期率軍從荊州到來，在白石大敗朝廷軍隊，並進攻至橫江，司馬尚之唯有撤退。不過隨著王恭因部將劉牢之背叛而兵敗被殺，桓玄、楊佺期及殷仲堪三人亦後撤，反在尋陽結盟自保，不久更接受朝廷下詔安撫，返回駐地，建康危機得以解除。司馬尚亦獲升為前將軍，而他與其他三個弟弟都獲司馬道子任命要職，各擁軍隊，以倚仗為援。

### 直言宗室
隆安三年（399年），司馬元顯趁機奪去父親司馬道子的權力，成為東晉朝廷的決策者，而且以張法順為謀主，其寵信張法順更讓他在宴會上與自己平起平坐。司馬尚之見此，於是嚴肅的向司馬元顯指責張法順沒有才能，不值得受提拔寵異，更斥命張法順退下。此舉令司馬元顯十分不滿，後來司馬元顯借故命豫州分二千兵予他所掌握的揚州，但司馬尚之以豫州時有外寇，兵力只有數千，仍不夠守戍，沒有可分之兵為由拒絕，更令司馬元顯大怒。只是當時司馬元顯有意討伐桓玄才沒有再作行動。

### 助解京危
隆安五年（401年），叛民領袖孫恩大軍逼近建康，朝廷內外戒嚴，並徵司馬尚之入衞建康。司馬尚之於是率精兵前赴，屯於積弩堂。當時孫恩剛大敗於劉裕，重整軍隊後試圖掩襲建康，但當知道司馬尚之已到建康且劉牢之也回軍，不敢進攻，於是撤退。建康危機又再解除。

### 兵敗遇害
元興元年（402年）正月，司馬元顯正式下詔討伐桓玄，以劉牢之為前鋒都督，司馬尚之繼後，而桓玄則順江東下迎擊。桓玄一直過了尋陽都沒遇上朝廷軍隊，到姑孰後就派馮該進攻歷陽，攔阻洞浦並焚毀司馬尚之的船艦。司馬尚之於是率九千兵布陣於浦上，又派武都太守楊秋駐橫江。不過，楊秋卻投降桓玄，司馬尚之軍隊於是自潰，司馬尚之唯有逃到涂中。十多日後，司馬尚之因被人告發行蹤而被桓玄所捕，桓玄入建康掌握朝政後就殺害司馬尚之等人。
元興三年（404年），晉安帝經歷過桓玄篡位而復位後，追贈司馬尚之衞將軍，諡為忠王。

## 子女
- 司馬文仲，宁远将军，宣城内史。
- 司马文思，司马尚之弟司马休之长子，过继予司马尚之，承袭谯王。